# جوآن هریسون
جوآن هریسون (انگلیسی: Joan Harrison (screenwriter); ۲۶ ژوئن ۱۹۰۷ – ۱۴ اوت ۱۹۹۴) یک تهیه‌کننده و فیلم‌نامه‌نویس اهل بریتانیا بود.
وی نویسنده فیلم‌هایی همچون ربه‌کا، خبرنگار خارجی، خراب‌کار و سوءظن بوده است.

## مرگ
هریسون در سال ۱۹۵۸ با رمان‌نویس هیجان انگیز اریک امبلر ازدواج کرد. این زوج تا زمان مرگ او در سال ۱۹۹۴ ازدواج کردند. او و آمبلر ۲۰ سال آخر عمرش را در لندن زندگی کردند.